# Aššur-reš-iši II.
Aššur-reš-iši II. (Aschschur-resch-ischi) war König von Assyrien von etwa 971 v. Chr. bis 967 v. Chr.
Er folgte seinem Vater Aššur-rabi II. auf dem Thron. Über seine relativ kurze Regierungszeit ist wenig bekannt; die Epoche gilt wegen der schlechten Quellenüberlieferung als Dunkles Zeitalter Assyriens. In der SDAS-Liste fehlt sein Name, dennoch kann er mit einiger Sicherheit rekonstruiert werden. Sein Urenkel Adad-nirari II. bezeichnet ihn in einer Inschrift als „mächtigen König, der die Feinde zerstampfte“, was jedoch kaum historisch korrekt sein dürfte. Nachfolger wurde sein Sohn Tukulti-apil-Ešarra II.